# KOJI oba
KOJI oba（大場 康司、おおば こうじ）は、日本の作曲家・編曲家・音楽プロデューサー。

## 人物
幅広い音楽性から多様なサウンドとポップなメロディを紡ぎ出す。キャッチーなメロディセンスと、普遍的なポップスからスタイリッシュなサウンドまで、あらゆるスタイルをカバーしている。
ももいろクローバー「走れ!」他、アイドル・アニメ・R&Bまで、幅広く楽曲を提供している。

## 提供作品
提供先アーティストは、五十音順。
- アイドルカレッジ（『アイドルカレッジの伝えたいこと』収録曲）
  - 「僕のシャッターチャンス」作曲・編曲
  - 「流星群～meteor stream～」作曲・編曲
  - 「KISS MY BABY」作曲・編曲
- Appare!
  - 「カラフルミラクルディスカバリー」作曲
- アップアップガールズ（2）「エンジェル演じて20年」編曲
- アルファ「STEREO LOVE」
- アンティック-珈琲店-
  - 『BBパラレルワールド』収録曲
    - 「苺」編曲
    - 「Passion!!」編曲
- NωA
  - 「ネバギバ☆I LOVE YOU」編曲
  - 「ωe are the HERO!!」編曲
- KissBee「駆け出せBravery!」作曲（『Pop Honeycomb』収録曲）
- ℃-ute「ありがとう〜無限のエール〜」作曲
- こぶしファクトリー「未熟半熟トロトロ」作曲・編曲（『辛夷其ノ壱』収録曲）
- sherry「SEPARATE」作曲（『ロマンティックあげるよ』収録曲）
- Juice=Juice「未来へ、さあ走り出せ!」作曲・編曲（『First Squeeze!』収録曲）
- 超新星
  - 「promise」作曲（『hana』収録曲）
  - 「キミのBirthday」作曲（『ALL ABOUT U』収録曲）
  - 「今すぐキミに届けたい」作曲（『★★★★★★』）
- 強がりセンセーション「きみがとまんないっ!!!」作曲・編曲（『さよならBABY feat. ユウスケ』収録曲）
- INFLAVA
  - 「せつないんぐ。」作曲（『せつないんぐ。』『Programing』収録曲）
  - 「Homing」作曲（『Homing』『Programing』収録曲）
  - 「Tuning」作曲（『Homing』収録曲）
- 拝郷メイコ feat.ナイス橋本「ソラウタノナツ」編曲
- HANGRY & ANGRY-f「レコンキスタ」作曲
- バンドじゃないもん
  - 「ショコラ・ラブ」作曲
  - 「プリズム☆リズム」作曲・編曲（『ツナガル! カナデル! MUSIC』収録曲）
- 福田沙紀
  - 『明日への光』収録曲
    - 「明日への光」編曲
    - 「リーク」作曲

  - 『VOICE』収録曲
    - 「be proud of…」編曲
    - 「明日への光」編曲
- #Mooove!
  - 「ぜろからいちになれる魔法」作曲・編曲・共作詞
- ももいろクローバー
  - 「走れ!」作曲（『行くぜっ!怪盗少女』収録曲）
- ももいろクローバーZ
  - 「満漢全席」作曲・編曲（『祝典』収録曲）
- RYUTist
  - 『RYUTist! 〜新しいHOME〜』収録曲
    - 「夏の魔法」作曲
    - 「ラリリレル」作曲

  - 『Beat Goes On! 〜約束の場所〜』収録曲
    - 「冬の魔法」作曲
    - 「Arrivals and Departures」作曲

  - 『RYUTist HOME LIVE』収録曲
    - 「Zero and Perfect Moon 〜変わらない想い〜」作曲・編曲
    - 「Wind Chime!〜古町のトンネル〜」作曲・編曲
    - 「神話」作曲・編曲
    - 「Bitter With The Sweet」作曲・編曲

  - 『Winter merry go round』収録曲
    - 「piece of life」作曲・編曲

  - 『日本海夕日ライン』収録曲
    - 「piece of life (socond piece)」作曲・編曲
    - 「日曜日のサマートレイン」編曲
    - 「Blue」作曲・編曲

  - 『柳都芸妓』収録曲
    - 「口笛吹いて」作曲・編曲
- 柳♡箱（RYUTistとハコイリ♡ムスメ）
  - 「ともだち」作曲・編曲
- リルぷりっ
  - 『リトル♡プリンセス☆ぷりっ!』収録曲
    - 「ハッピーゴーラッキー☆ぷりっ!」編曲
- LinQ
  - 「Go! Go! YELL～キミ・イズ・ビューティフル～」作曲
  - 「FANTASTIC WORLD」作曲
- レイミ・サイオンジ（スターオーシャン:アナムネシス）「ami d’enfance」作曲・編曲

### プリティーシリーズ
アーケードゲーム『プリティーシリーズ』および、ゲームを原作としたテレビアニメにも楽曲を提供している。
- Prizmmy☆「Butterfly Effect」編曲（『Butterfly Effect』収録曲、テレビアニメ『プリティーリズム・レインボーライブ』『プリティーリズム・オールスターセレクション』オープニングテーマ）
- Prism☆Box
  - 「RainBow×RainBow」作曲
  - 「ハッピースター☆レストラン」編曲
  - 「Jumpin’! Dancin’!」編曲（テレビアニメ『プリパラ』エンディングテーマ）
- アーケードゲーム『プリパラ』収録曲
  - Prism☆Box「キラキランウェイ☆」編曲
  - 夢川ゆい（伊達朱里紗）「チクタク・Magicaる・アイドルタイム!」編曲
  - 華園しゅうか（朝日奈丸佳）「Miss.プリオネア」編曲
  - MY☆DREAM&華園しゅうか（朝日奈丸佳）「ワクワクO'clock」編曲
  - WITH「Giraギャラティック・タイトロープ」編曲
  - WITH「ワクワクO'clock」編曲
- テレビアニメ『アイドルタイムプリパラ』イベントで発表
  - WITH「好きにしてI-I-Z-E」編曲
  - WITH「DANCE PRINCE」編曲
- アーケードゲーム『キラッとプリ☆チャン』収録曲
  - 桃山みらい（林鼓子）萌黄えも（久保田未夢）「レディー・アクション！」編曲
  - 桃山みらい（林鼓子）「ワン・ツー・スウィーツ」編曲
  - 萌黄えも（久保田未夢）「スキスキセンサー」編曲